# Liste deutscher Adelsgeschlechter/U
| Name                         | Zeitraum                 | Anmerkungen | Wappen         |
| ---------------------------- | ------------------------ | --- | -------------- |
| Überacker                    | seit 11. Jh.             | bayerisches Adelsgeschlecht |                |
| Überkingen                   | 13. bis 15. Jh.          | süddeutsches Adelsgeschlecht |                |
| Ubeske                       | 1292–1700                | erloschenes pommersches Adelsgeschlecht |                |
| Uchtenhagen                  | 1316–1618                | brandenburgisches Adelsgeschlecht |                |
| Uckermann                    | ab 1390                  | pommersches Adelsgeschlecht |                |
| Uckermann-Bendeleben         | seit 1769                | aus Bremen stammendes Briefadelsgeschlecht |                |
| Udalrichinger                | 8. bis 11. Jh.           | fränkisch-alemannisches Adelsgeschlecht mit Sitz in Bregenz und Winterthur | –              |
| Uder                         | seit 1150                | Eichsfelder und Thüringer Adelsgeschlecht |                |
| Udonen                       | ca. 1056–1168            | erloschene mittelalterliche Grafenfamilie | –              |
| Uechtritz                    | seit 1225                | meißnerisches Uradelsgeschlecht; 1865 preußische Genehmigung zur Führung des Freiherrentitels; Stamm Schwerta: 1903 ungarischer Grafenstand mit Namens- und Wappenvereinigung mit den Grafen von Amade de Várkony            |                |
| Uetterodt                    | 1399–19xx ?              | thüringisches Uradelsgeschlecht, 1829 großherzoglich hessischer Grafenstand, 1860 preußisches Indigenat |                |
| Uexküll                      | seit 1229                | erzstiftlich, bremisches Uradelsgeschlecht aus dem Stedinger Land. Später vor allem im Baltikum, aber auch in Schweden, Württemberg und Baden                                                                                |                |
| Uffeln                       | 1234–1853                | hessisches Uradelsgeschlecht |                |
| Uffenheim                    | 1103–1290                | erloschenes fränkisch-schwäbisches Adelsgeschlecht |                |
| Ugarte                       | seit 1654                | spanisches Uradelsgeschlecht aus dem Königreich Aragon, das über die habsburgischen Niederlande nach Österreich kam; 1654 Reichsfreiherrenstand                                                                              |                |
| Uhde                         | seit 1902                | 1902 preußischer Adelsstand |                |
| Uhden                        | seit 1883                | 1883 königlich-sächsischer Adelsstand |                |
| Uissigheim                   | 14. Jahrhundert bis ?    | erloschenes, fränkisches Adelsgeschlecht |                |
| Ukena                        | ab 13. Jh.               | ostfriesisches Häuptlingsgeschlecht |                |
| Ulfa                         | 1183–1306                | hessisches Adelsgeschlecht |                |
| Ulm                          | ?.                       | schweizerisch-schwäbisches Adelsgeschlecht |                |
| Ulner von Dieburg            | 1236                     | hessischer Uradel |                |
| Ulriche (Bregenz)            | 1043–1160                | österreichisches Grafengeschlecht |                |
| (Krabbe von) Ulshagen        | 1245–1678                | erloschenes, mecklenburgisches Adelsgeschlecht |                |
| Ungeloube                    | seit 1178                | hessisches Adelsgeschlecht; Vasallen der Herren von Dornberg; Verwandtschaft zu den frühen Echter |                |
| Ungelter                     | seit 1386                | schwäbisches Adelsgeschlecht; 1562 Reichsfreiherrenstand |                |
| Unger                        | ?                        | aus dem Erzgebirge stammendes Adelsgeschlecht |                |
| Ungern-Sternberg             | vor 1316                 | baltischer Uradel, 1533 päpstliche Wappenmehrung, Rote Wachsfreiheit und Reichsfreiherrenstand; 1653 und 1660 schwedischer Freiherrenstand; 1874 und 1882 russischer Grafenstand; 1885 russischer Barontitel                 |                |
| Ungnad von Weissenwolff      | 1192–1917                | österreichisches, hochadeliges Geschlecht; ursprünglich vermutlich aus Franken |                |
| Unruh                        | seit 1212                | sächsischer Uradel und nicht verwandter fränkischer Uradel; 1745 Reichsgrafenstand für Haus Birnbaum; 1802 preußischer Grafenstand für Haus Unruhstadt; 1903 preußische Anerkennung des Freiherrenstandes für Haus Wendstadt | FrankenSachsen |
| Unterrichter von Rechtenthal | seit 1732                | tirolerisches Briefadelsgeschlecht; 1732 erblicher Reichsritterstand und erbländisch-österreichischer Ritterstand; 1839 erblicher österreichischer Freiherrenstand                                                           |                |
| Unverzagt                    | bis 1835                 | erloschenes, niederösterreichisches Adelsgeschlecht; 1602 niederösterreichischer Herrenstand; 1714 Reichs- und erbländischer Grafenstand                                                                                     |                |
| Unwerth                      | seit 1440                | schlesisches Adelsgeschlecht; 1702 böhmischer Freiherrenstand; 1764 erbländisch-österreichischer Grafenstand |                |
| Unzer                        | ?                        | hallesches Pfännergeschlechts, das als Teil der städtischen Aristokratie (Patrizier, auch Patricio Halensi genannt) der Salzjunker oder Pfänner auch den Salzgraf stellte                                                    |                |
| Urach                        | 12.–13. Jahrhundert      | altes, schwäbisches Grafengeschlecht |                |
| Urberg                       | 1237                     | südbadisches Adelsgeschlecht |                |
| Urff                         | seit 1184                | hessischer Uradel |                |
| Urschenbeck                  | seit 1165                | erloschenes, aus Bayern stammendes Uradelsgeschlecht, das 1450 in der Steiermark und später auch in Österreich ansässig war; 1606 Freiherrenstand; 1632 Grafenstand; niederösterreichischer landständischer Adel             |                |
| Ursin von Baer               | 1705–1887                | preußisches Geschlecht |                |
| Urslingen                    | 12. Jahrhundert bis 1723 | erloschene, hochmittelalterliche, adelige Familie |                |
| Usedom                       | seit 1278                | pommersches Adelsgeschlecht |                |
| Üsenberg                     | seit 10. Jh.             | im Breisgau und Markgräflerland bedeutendes Adelsgeschlecht |                |
| Uslar                        | seit 1281                | altes Goslarer Ratsgeschlecht, das im 17. Jahrhundert teilweise in den Landadel übertrat |                |
| Uslar-Gleichen               | seit 1103                | altes, niedersächsisches Adelsgeschlecht |                |
| Usslacht                     | 13. bis 15. Jh.          | nordhessisches Adelsgeschlecht | –              |
| Uthmann                      | seit 1305                | schlesisches Adelsgeschlecht |                |
| Uthmann und Ransern          | ab 1470                  | erloschenes oberlausitzisches Adelsgeschlecht; 1470 Adelsstand; mutmaßliche Linie der Uthmann |                |
| Uthmann und Rathen           | ab 15. Jh.               | Breslauer Ratsgeschlecht; mutmaßliche Linie der Uthmann |                |
| Uthmann und Schmolz          | ab 15. Jh.               | oberlausitzisches Patrizier- und Adelsgeschlechts; mutmaßliche Linie der Uthmann |                |
| Uttenhofen                   | 1251–1378                | erloschenes, frühes Rittergeschlecht im Hofer Raum |                |